# Māshahrān
Māshahrān (persiska: ماشهران, ماشهران نو, Māh Shahrān, Māshahrān-e Now) är en ort i Iran.   Den ligger i provinsen Hormozgan, i den sydöstra delen av landet, 1 100 km sydost om huvudstaden Teheran. Māshahrān ligger 13 meter över havet och antalet invånare är 464.
Terrängen runt Māshahrān är mycket platt.Runt Māshahrān är det ganska glesbefolkat, med 25 invånare per kvadratkilometer. Närmaste större samhälle är Mīnāb, 12,6 km öster om Māshahrān. Omgivningarna runt Māshahrān är i huvudsak ett öppet busklandskap.